# Звездара (футбольный клуб)
«Звездара» (серб. ФК Звездара) — сербский футбольный клуб из одноимённой общины в округе Белград в центральной Сербии. Клуб основан в 1951 году, реформирован в 2002 году, домашние матчи проводит на стадионе «Звездара», вмещающем 2 000 зрителей. Лучшим результатом в чемпионате Югославии является 16-е место в сезоне 2001/02.

## История
В 1990-х, начале 2000-х годов команда имела достаточно сомнительную репутацию слухи связывали клуб с мафиозной деятельностью, которой предположительно занимались его руководители — бизнесмены Миодраг «Миша» Никшич и Бранислав «Тройке» Троянович, которые также финансировали клуб. Никшич вплоть до своего убийства в 1995 году являлся президентом, впоследствии данную должность занял Троянович.
По окончании сезона 2000/01, по итогам которого команда впервые вышла в Первую лигу Югославии, Троянович был убит.
Лишившись финансирования «Звездара» по окончании сезона 2001/02 объединилась со «Сремом» и переехала в Сремско-Митровицу.
После переезда основного состава, болельщики на базе «Звездары» воссоздали команду, под историческим названием «Булбулдерац», который должен был продолжить традиции клуба. В соревнования команда вернулась в сезоне 2003/04, заявившись в Межмуниципальную лигу.
В июле 2013 года клуб вернул название «Звездары», под которым продолжил выступать в лиге Белграда.

## Прежние названия
- 1951—1961 — серб. Булбулдерац
- 1961—1974 — серб. БСК
- 1974—2002 — серб. Звездара
- 2002—2013 — серб. Булбулдерац
- 2013—н. в. — серб. Звездара

## Достижения
- Вторая лига Югославии
  - Победитель: 2001/02

## Известные игроки
- Стево Глоговац (1992—1997)
- Ратко Николич (1996—1999)
- Миодраг Йованович (1999)
- Митар Новакович (1999—2001)
- Иван Цветкович (2000—2002)
- Ненад Настич (2000—2002)
- Марко Девич (2000—2002)